# Allen Iron & Steel Company
Allen Iron & Steel Company war ein US-amerikanischer Hersteller von Automobilen.

## Unternehmensgeschichte
Das Unternehmen hatte seinen Sitz in Philadelphia in Pennsylvania. 1914 begann unter Leitung von Phillip M. Maloney die Produktion von Automobilen. Der Markenname lautete Allen. Im gleichen Jahr endete die Produktion. Insgesamt entstanden nur einige Fahrzeuge.

## Fahrzeuge
Das erste Modell war ein Light Car, ein Kleinwagen, etwas oberhalb von Cyclecars klassifiziert. Ein wassergekühlter Vierzylindermotor mit 20 PS Leistung trieb die Fahrzeuge über ein Friktionsgetriebe und zwei Riemen an. Der Radstand betrug 274 cm. Die Spurweite von 112 cm ermöglichte die Anordnung von zwei Sitzen nebeneinander. Die offene Karosserie des Roadsters hatte serienmäßig ein Verdeck. Die Höchstgeschwindigkeit war mit 80 km/h angegeben.
Ende 1914 erschien ein Fahrzeug mit Kardanantrieb, das jedoch ein Prototyp blieb.